# Рапча
Ра́пча (серб. Рапча / Rapča; алб. Rapçë) — село в южной Метохии. Согласно административно-территориальному делению автономного края Косово и Метохия (в составе Сербии) село относится к общине Гора Призренского округа; согласно административно-территориальному делению частично признанной Республики Косово село относится к общине Драгаш Призренского округа.
Село состоит из двух частей, находящихся приблизительно в полукилометре друг от друга, — ранее они образовывали два населённых пункта — Верхняя Рапча (серб. Горња Рапча / Gornja Rapča) и к югу от него Нижняя Рапча (серб. Доња Рапча / Доња Рапча).

## Общие сведения
Численность населения по данным на 2011 год — 853 человека (из них мужчин — 410, женщин — 443).
Село Рапча расположено в исторической области Гора, жители села — представители исламизированной южнославянской этнической группы горанцев (в переписи 2011 года 610 человек указали своей национальностью горанскую, 171 человек — боснийскую, 2 человека — турецкую и 1 человек — албанскую). В качестве родного языка во время переписи жители села указали боснийский (199 человек), сербский (66 человек) и албанский (1 человек), другой язык (помимо сербского, боснийского, албанского, турецкого и цыганского) указали 587 человек; согласно переписи 804 жителя Рапчи — граждане Косова, 34 жителя — граждане Сербии. Практически всё население Рапчи — мусульмане.
Динамика численности населения в селе Рапча (до переписи 2001 года — в сёлах Нижняя Рапча и Верхняя Рапча) с 1948 по 2011 годы:
| Сёла          | Численность населения | Численность населения | Численность населения | Численность населения | Численность населения | Численность населения | Численность населения |
| Сёла          | 1948                  | 1953                  | 1961                  | 1971                  | 1981                  | 1991                  | 2011                  |
| ------------- | --------------------- | --------------------- | --------------------- | --------------------- | --------------------- | --------------------- | --------------------- |
| Верхняя Рапча | 524                   | 518                   | 522                   | 664                   | 972                   | 1050                  | 853                   |
| Нижняя Рапча  | 365                   | 359                   | 363                   | 461                   | 675                   | 731                   | 853                   |

В селе Рапча есть школа, построена животноводческая ферма.

## История
В 1914 году на территории Македонии проводил научные исследования российский лингвист А. М. Селищев. На изданной им в 1929 году этнической карте региона Полог населённый пункт Рапча был указан как болгарское село.
В 1916 году во время экспедиции в Македонию и Поморавье село Рапча посетил болгарский языковед С. Младенов, по его подсчётам в селе, которое он отнёс к болгароязычным, в то время было около 110 домов.